# Obsjtina Kubrat
Obsjtina Kubrat (bulgariska: Община Кубрат) är en kommun i Bulgarien.   Den ligger i regionen Razgrad, i den nordöstra delen av landet, 280 km nordost om huvudstaden Sofia. Antalet invånare är 7 268. Arean är 57 kvadratkilometer.
Terrängen i Obsjtina Kubrat är huvudsakligen platt.
Obsjtina Kubrat delas in i:
- Belovets
- Bisertsi
- Bozjurovo
- Goritjevo
- Zadruga
- Zvănartsi
- Medovene
- Mădrevo
- Savin
- Sevar
- Seslav
- Totjilari
- Juper
- Kamenovo
- Ravno

Följande samhällen finns i Obsjtina Kubrat:
- Kubrat

Trakten runt Obsjtina Kubrat består till största delen av jordbruksmark. Runt Obsjtina Kubrat är det ganska glesbefolkat, med 48 invånare per kvadratkilometer.